# 南洋紫薇
南洋紫薇（学名：Lagerstroemia siamica）为千屈菜科紫薇属下的一个种。

## 扩展阅读
- 維基物種上的相關：南洋紫薇